# Hydnellum cyanopodium
Hydnellum cyanopodium är en svampart som beskrevs av K.A. Harrison 1964. Hydnellum cyanopodium ingår i släktet korktaggsvampar och familjen Bankeraceae.   Inga underarter finns listade i Catalogue of Life.

## Bildgalleri

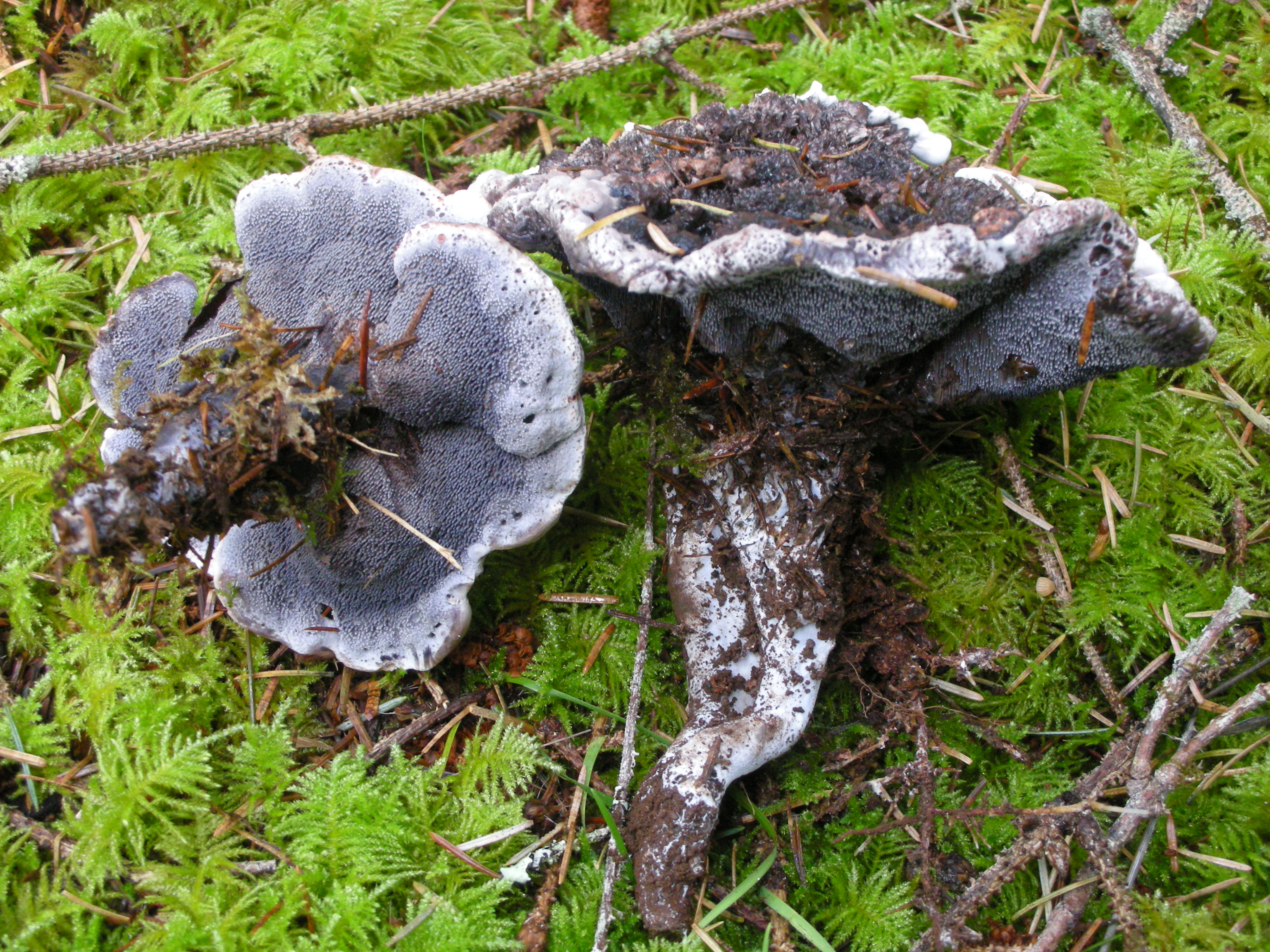